# Karel Mert
Karel Mert (10. září 1859 Jindřichův Hradec – 26. října 1936 Jindřichův Hradec) byl rakouský a český politik, na počátku 20. století poslanec Českého zemského sněmu a starosta Jindřichova Hradce.

## Biografie
Profesí byl právník. Působil též jako muzeolog. V letech 1909–1919 (až do obecních voleb roku 1919) zastával úřad starosty Jindřichova Hradce. Za jeho působení v čele radnice došlo ve městě k založení obchodní školy a výstavbě elektrárny. Mert se angažoval ve spolkovém životě. Byl aktivní v Sokolu, až do své smrti byl předsedou hasičského sboru, záložny, okrašlovacího spolku Vesna a kuratoria městského muzea. Měl titul vrchního právního rady. Vlastním nákladem provedl rozšíření městského muzea a manželé Mertovi muzeu odkázali bohatou sbírku starých obrazů a dalších uměleckých artefaktů.
Na počátku století se zapojil i do zemské politiky. V volbách v roce 1908 byl zvolen do Českého zemského sněmu v kurii městské, obvod Jindřichův Hradec, Bystřice. Politicky se uvádí coby nezávislý český kandidát. V nekrologu je ovšem uvedeno, že na sněm nastoupil coby člen mladočeské strany. Kvůli obstrukcím se ovšem sněm po roce 1908 fakticky nescházel.
V roce 1927 se vrátil na post starosty Jindřichova Hradce, nyní coby člen Československé národní demokracie. V době svého úmrtí je zmiňován jako člen Národního sjednocení.
Zemřel v říjnu 1936. Hrobka Karla Merta v Jindřichově Hradci je od roku 2011 kulturní památkou.